# Tom Stamsnijder
Tom Stamsnijder (né le 15 mai 1985 à Almelo) est un coureur cycliste néerlandais, professionnel de 2004 à 2018.

## Biographie
Tom Stamsnijder est l'un des trois fils de Hennie Stamsnijder, champion du monde de cyclo-cross en 1981.
Après de bons résultats chez les juniors, dont plusieurs podiums lors des championnats nationaux de la catégorie, Tom Stamsnijder intègre l'équipe espoirs de la Rabobank en 2004, nommée Rabobank GS3. Il remporte sept victoires durant les trois saisons qu'il y effectue.
En 2007, il est recruté par l'équipe ProTour Gerolsteiner. Il participe à son premier grand tour lors de la Vuelta 2007. Il termine à la 120e place et prend la deuxième place de la treizième étape, battu au sprint par Andreas Klier (qui sera destitué de cette victoire pour dopage à la suite de ses aveux en 2013) après 150 kilomètres d'échappée en compagnie de ce dernier et de Jérémy Roy.
Fin 2015 il prolonge son contrat avec la formation Giant-Alpecin.
Au mois d'août 2016 il prolonge jusque 2018 le contrat qui le lie à l'équipe Giant-Alpecin. Il arrête sa carrière à l'issue de l'année 2018.
Tom Stamsnijder participe aussi par l'intermédiaire de son père Hennie Stamsnijder (responsable du sponsoring chez Shimano) au développement des composants route et teste le système de transmission électrique Shimano Dura-Ace de la série 7900.

## Palmarès

### Palmarès amateur
- 2000
  -  Champion des Pays-Bas du contre-la-montre cadets
  - 3e du championnat des Pays-Bas de cyclo-cross cadets
- 2001
  - 3e du championnat des Pays-Bas du contre-la-montre cadets
- 2002
  - Tour des Flandres juniors
  - 2e de Remouchamps-Ferrières-Remouchamps
  - 3e du championnat des Pays-Bas sur route juniors
- 2003
  - 2e du Circuit Het Volk juniors
  - 3e du Tour du Pays de Vaud
  - 3e du championnat des Pays-Bas sur route juniors
  - 3e du championnat des Pays-Bas du contre-la-montre juniors
- 2004
  - Prologue et 3e étape du Tour de Mainfranken
  - 3e du Circuit de Wallonie
- 2005
  - 3e étape du Tour de la Somme
  - Prologue du Tour de Thuringe
  - 2e du Tour du Limbourg
  - 3e du championnat des Pays-Bas du contre-la-montre espoirs
- 2006
  - 4e étape du Grand Prix Guillaume Tell
  - 1re étape de la Semaine cycliste lombarde
  - 2e étape du Roserittet Grand Prix
  - 2e de Liège-Bastogne-Liège espoirs
  - 2e du Triptyque des Barrages

### Palmarès professionnel
- 2007
  - 2e du Tour de Bochum
- 2008
  - 3e du Tour du Danemark

## Résultats sur les grands tours

### Tour d'Italie
7 participations
- 2009 : 134e
- 2010 : 109e, vainqueur du classement du sprint intermédiaire
- 2011 : non-partant (5e étape) (à la suite du décès de Wouter Weylandt lors de la 3e étape)
- 2014 : 143e
- 2015 : 153e
- 2016 : 143e
- 2017 : 154e

### Tour d'Espagne
5 participations
- 2007 : 120e
- 2008 : 88e
- 2013 : 137e
- 2015 : 155e
- 2016 : 131e

## Classements mondiaux
| Année              | 2005 | 2006 | 2007 | 2008 | 2009 | 2010 | 2011 | 2012 | 2013 | 2014 | 2015 |
| ------------------ | ---- | ---- | ---- | ---- | ---- | ---- | ---- | ---- | ---- | ---- | ---- |
| Classement ProTour |      |      | 174e |      |      |      |      |      |      |      |      |
| UCI World Tour     |      |      |      |      |      |      | nc   |      | nc   | nc   | nc   |
| UCI Europe Tour    | 262e | 132e |      |      |      |      |      | 927e |      |      |      |